# Aspidistra spinula
Aspidistra spinula är en sparrisväxtart som beskrevs av S.Z.He. Aspidistra spinula ingår i släktet Aspidistra och familjen sparrisväxter. Inga underarter finns listade i Catalogue of Life.